# Livingston (Texas)
Livingston é uma cidade  localizada no estado norte-americano do Texas, no Condado de Polk.

## Demografia
Segundo o censo norte-americano de 2000, a sua população era de 5433 habitantes.
Em 2006, foi estimada uma população de 6430, um aumento de 997 (18.4%).

## Geografia
De acordo com o United States Census Bureau tem uma área de
21,7 km², dos quais 21,7 km² cobertos por terra e 0,0 km² cobertos por água. Livingston localiza-se a aproximadamente 95 m acima do nível do mar.

## Localidades na vizinhança
O diagrama seguinte representa as localidades num raio de 24 km ao redor de Livingston.